# 사립학교법 개정법률안의 수정안 가결 사건
사립학교법 개정법률안의 수정안 가결 사건은 국회의원과 국회의장 간의 권한쟁의에 대한 대한민국 헌법재판소 판례이다.

## 사실관계
피청구인 국회의장은 사립학교법 중 개정법률안을 상정하여 그에 대한 제안설명이 끝난 후, 동 안건에 대하여 수정안을 상정하여 그에 대한 제안설명을 요지로 대체한 후 토론신청이 없다 하여 바로 표결에 부쳐 가결을 선포하였다. 이에 야당 국회의원들은 피청구인의 위와 같은 사립학교법 중 개정법률안 가결선포행위가 자신들의 헌법 및 국회법에 의한 법률안 심의, 표결권을 침해한 것이라며 그 무효확인을 구하는 이 사건 권한쟁의심판을 청구하였다.

## 결론
기각

## 이유

#### 국회의장의 정치적 중립의무
국회의장이 논란의 여지가 많은 사실관계 하에서 진행한 의사절차 진행 행위는 그것이 헌법이나 법률에 명백히 위배되는 행위라고 인정되지 않는 한 다른 국가기관은 이를 존중하여야 한다. 피청구인이 열린우리당 의원들로 하여금 단상을 선점하게 하였다는 사실이 인정되지 아니하고, 달리 피청구인이 정치적 중립의무를 위반하였다고 볼 사정이 보이지 않는다.

### =중간보고절차 무시여부
본회의 직권 상정에 앞서 중간보고를 듣는 목적은 위원회의 심사상황을 파악하고 앞으로의 심사전망 등을 판단하기 위한 것으로, 그 형식은 서면 외에 구두로도 할 수 있다.

#### 협의 없이 일방적으로 의사일정을 변경하였는지 여부
국회법상 '협의'의 개념은 의견을 교환하고 수렴하는 절차라는 성질상 다양한 방식으로 이루어질 수 있고 그에 대한 판단과 결정은 종국적으로 국회의장에게 맡겨져 있다. 사립학교법 중 개정법률안의 상정 자체에 반대하던 한나라당 대표의원과의 협의는 실질적인 의미가 없었다.

#### 국회법 제93조 소정의 심의절차를 위반하였는지 여부
국회법 제93조는 '위원회의 심의를 거치지 아니한 안건에 대해서는 제안자가 그 취지를 설명하도록 규정하고 있으나, 그러한 취지설명의 방식에는 제한이 없으므로

## 참고 문헌
- 헌법재판소 판례 2008.4.24. 2006헌라2
- 정회철, 최근5년 중요헌법재판소 판례 200, 여산, 2013.